# Hãy chọn giá đúng
Hãy chọn giá đúng là một chương trình trò chơi truyền hình do Đài Truyền hình Việt Nam sản xuất, được phát sóng trên kênh VTV3 từ ngày 12 tháng 6 năm 2004 đến ngày 26 tháng 12 năm 2020. Chương trình được thực hiện dựa trên trò chơi truyền hình The Price Is Right của Hoa Kỳ.
Trọng tâm của chương trình là các lượt chơi đoán giá sản phẩm, với mục đích là giành giải thưởng tiền mặt hoặc hiện vật bằng cách đoán đúng giá hoặc thấp hơn gần nhất; thông qua đó, người chơi có cơ hội được tìm hiểu và quan tâm đến giá cả thị trường cũng như các mặt hàng tiêu dùng.

## Định dạng

### Phần đoán giá
Có tất cả bốn vòng đoán giá trong mỗi một chương trình. Khi bắt đầu chương trình, bốn người chơi sẽ được gọi xuống sân khấu từ hàng ghế khán giả để tham gia phần đoán giá đầu tiên; ở các vòng tiếp theo, một người chơi mới sẽ được gọi tên để thay thế vị trí của người đã thắng vòng đoán giá trước đó. Từ năm 2014 đến năm 2020, trong một số chương trình trong tháng, người chơi thứ 4 và/hoặc thứ 5 là khách mời của chương trình. 
Cả bốn người chơi sẽ tham gia đoán giá nhanh cho một sản phẩm duy nhất được trưng bày trên sân khấu. Lần lượt từng người đưa ra một mức giá mà họ dự đoán theo thứ tự đứng từ trái qua phải, bắt đầu từ vị trí số 1 (trong các vòng đoán giá sau đó, người chơi mới được gọi xuống sân khấu sẽ được quyền đoán giá đầu tiên). Người đoán đúng giá hay thấp hơn gần nhất so với giá đúng của sản phẩm (do nhà sản xuất đưa ra) thì thắng sản phẩm đó và được chọn là người chơi chính cùng với người dẫn chương trình. Nếu cả bốn người đều đoán cao hơn, họ sẽ phải đoán lại cho đến khi tìm được người chiến thắng trong số bốn người chơi.

### Các trò chơi đoán giá
Người chơi thắng vòng đoán giá nhanh sẽ được di chuyển đến khu vực sân khấu chính để tham gia vào một trò chơi đã được chọn ngẫu nhiên cho họ. Sau khi hoàn thành trò chơi (bất kể thắng hoặc thua), người chơi sẽ đến với phần quay bánh xe số.
Mỗi chương trình có tổng cộng bốn trò chơi đoán giá và được thay đổi theo từng số. Hàng năm, nhóm sản xuất thường công bố kế hoạch bổ sung một số trò chơi mới nhằm tăng tính hấp dẫn cho chương trình và thay thế các trò chơi đã quá cũ. Trong năm 2004, Hãy chọn giá đúng đã giới thiệu khoảng 10 trò chơi, và đến năm 2005 thì con số này đã được tăng lên 17.

### Phần quay bánh xe số
Sau mỗi hai trò chơi nhỏ, một phần quay bánh xe số được diễn ra với sự tham gia của hai người chơi đã hoàn thành lượt chơi của mình (bất kể thắng hay thua). Hai người chơi được yêu cầu quay một chiếc bánh xe có ghi các số điểm từ 5 đến 100 được ghi trên vành bánh xe. Người quay trước là người có tổng giá trị giải thưởng cao hơn (hoặc đoán đúng giá của nhiều sản phẩm nhỏ hơn trong trường hợp cả hai người đều thất bại ở các trò chơi). 
Người chơi được phép quay tối đa hai lần sao cho bánh xe dừng lại ở ô 100 điểm hoặc được tổng điểm là 100 để giành được 1 triệu đồng tiền thưởng; nếu đã quay vào ô 100 điểm ở lần đầu tiên thì không cần phải thực hiện lần quay thứ hai. Nếu người chơi sau quay được số điểm ít hơn người quay trước ở lần một thì bắt buộc phải quay tiếp lần hai. Số điểm cuối cùng của người chơi được tính bằng tổng số điểm ghi được sau các lượt quay (trừ đi 100 điểm nếu tổng số điểm vượt quá 100) và được nhân với 1.000 đồng để có số tiền thưởng tương ứng. Người chơi có tổng điểm cao hơn sẽ là người chiến thắng trong phần quay bánh xe số và giành quyền vào phần thi dành cho người thắng cuộc.
Trong trường hợp hai người chơi có số điểm bằng nhau, họ sẽ phải thực hiện một vòng quay phụ. Mỗi người chỉ có một lần quay, người nào quay vào ô có số điểm cao hơn sẽ lọt vào vòng trong (số điểm này không được quy đổi thành tiền).
Từ ngày 28 tháng 7 năm 2018, người chơi quay vào ô 100 điểm ngay ở lượt đầu tiên sẽ được nhận một món quà bổ sung (10 triệu đồng nếu chọn lá thăm có hình bánh xe số, hoặc được ôm một người bất kỳ trên sân khấu nếu chọn lá thăm có hình cái ôm). Phần thưởng này sẽ được chọn ở phần quay bánh xe số đầu tiên.

### Phần chơi dành cho người thắng cuộc
Hai người chơi thắng ở hai phần quay bánh xe số sẽ đoán tổng giá trị của một bộ giải thưởng lớn (bao gồm nhiều sản phẩm khác nhau và có thể lên tới 100 triệu đồng). Người chơi ghi ra một mức giá duy nhất mà họ dự đoán lên một tờ giấy và nộp lại cho trợ lý trường quay; khi lên sóng truyền hình, mức giá hiển thị trên bảng điện tử cũng là tổng số tiền mà người chơi đã ghi ra trước đó và không được thay đổi trong bất kỳ hoàn cảnh nào. Người thắng chung cuộc là người đoán đúng giá hoặc thấp hơn, nhưng không quá mức quy định (thông thường không quá 1.500.000 đồng), và được nhận toàn bộ số giải thưởng trên. Nếu cả hai người đều đoán thấp hơn giá của bộ giải thưởng và không vượt hơn mức quy định, người chiến thắng là người đoán gần hơn với giá đúng.
Điều đặc biệt ở vòng chơi này là hai người có thể đưa ra cùng một mức giá như nhau, khi đó họ sẽ được chia đôi số giải thưởng nếu cùng đúng hoặc thấp hơn không quá giới hạn. Nếu cả hai cùng đoán thấp hơn mức giới hạn hoặc cao hơn so với giá trị thực, họ sẽ không được nhận giải thưởng.
Từ ngày 27 tháng 6 đến ngày 19 tháng 12 năm 2020, khán giả truyền hình cũng có thể tham gia đoán giá bộ sản phẩm cuối cùng qua một phần chơi trực tuyến trên trang Facebook chính thức của Hãy chọn giá đúng (các sản phẩm này có thể được giới thiệu sau mỗi phần chơi trong chương trình). Trong trường hợp người chơi ở trường quay không chiến thắng, khán giả có kết quả hợp lệ sẽ được quay số ngẫu nhiên và có cơ hội nhận được giải thưởng trị giá 8 triệu đồng. 

## Sản xuất

### Ghi hình
Những số đầu tiên của Hãy chọn giá đúng được ghi hình tại nhà thi đấu Hai Bà Trưng ở Hà Nội, bắt đầu với bốn cuộc ghi hình vào ngày 1 và 2 tháng 6 năm 2004. Các số phát sóng trong thời gian đầu được ghi hình với tần suất từ 4 đến 6 chương trình trong vòng hai ngày cho đến tháng 10 năm 2005, khi chương trình tổ chức ghi hình 9 số trong ba ngày liên tiếp 5, 6 và 7 tháng 10 tại Thành phố Hồ Chí Minh. Đây cũng là lần đầu tiên Hãy chọn giá đúng được sản xuất và ghi hình tại miền Nam, với địa điểm được chọn là nhà thi đấu Quận 4 của Thành phố Hồ Chí Minh. Việc ghi hình các chương trình kể từ đó cũng được thực hiện thường xuyên tại hai địa điểm chính là Hà Nội và Thành phố Hồ Chí Minh, trong đó mỗi năm thường dành ra hai đợt ghi hình ở khu vực phía Nam.
Những năm sau đó, Hãy chọn giá đúng dần mở rộng việc sản xuất tại nhiều địa điểm khác nhau trên toàn quốc nhằm tiếp cận và tạo điều kiện cho nhiều người yêu thích chương trình hơn tham gia vào cuộc chơi ở các địa phương. Các đọt ghi hình tại Hà Nội được thay đổi địa điểm sang Trung tâm Văn hóa – Thông tin và Thể thao Tây Hồ, Trung tâm triển lãm Giảng Võ và Nhà thi đấu quận Hoàng Mai, trong khi các cuộc ghi hình của Thành phố Hồ Chí Minh còn được diễn ra tại Nhà thi đấu Quân khu 7. Năm 2013, chương trình lần đầu tiên được tổ chức tại Cung thể thao Tiên Sơn của thành phố Đà Nẵng, và đến năm 2017 thì Hãy chọn giá đúng tiếp tục có mặt tại Vĩnh Phúc với sáu cuộc ghi hình trong hai ngày 27 và 28 tháng 6 tại Nhà thi đấu tỉnh Vinh Phúc.
Năm 2020, do ảnh hưởng của đại dịch COVID-19 tại Việt Nam, đợt ghi hình thứ 116 tại Hà Nội (dự kiến diễn ra trong các ngày 7–9 tháng 2) được lùi sang hai ngày 15 và 16 tháng 2, đồng thời chuyển về ghi hình tại Trường quay ngoài trời của Đài Truyền hình Việt Nam từ Trung tâm Văn hóa – Thông tin và Thể thao Tây Hồ. Việc tổ chức ghi hình cũng được thay đổi từ ba số mỗi ngày sang hai số một ngày, và được tiến hành trong điều kiện không có khán giả. Ngày 31 tháng 3 năm 2020, sau khi Chính phủ ban hành Chỉ thị số 16 về giãn cách xã hội để phòng chống dịch COVID-19, trang Facebook của chương trình đã thông báo tạm hoãn đợt ghi hình thứ 117 tại Hà Nội (dự kiến diễn ra từ 3 đến 5 tháng 4) cho đến khi có thông báo mới; kênh VTV3 đã phát lại số phát sóng của ngày 22 tháng 2 vào ngày 18 tháng 4 do việc hậu kỳ các chương trình trong đợt ghi hình thứ 116 bị đình trệ vì giãn cách xã hội. Sau đó, đợt ghi hình thứ 117 đã được diễn ra trong hai ngày 9 và 10 tháng 4 năm 2020, và tiếp nối bằng đợt ghi hình thứ 118 cũng tại Hà Nội từ ngày 17 đến ngày 20 tháng 6 cùng năm.

### Người chơi và khán giả
Khác với nhiều trò chơi truyền hình khác yêu cầu người tham gia gửi hồ sơ hoặc bản đăng ký tham dự chương trình, bất kỳ khán giả nào sỡ hữu tấm vé mời tham dự ghi hình của Hãy chọn giá đúng đều có cơ hội được lựa chọn để trở thành người chơi trong chương trình. Thông thường, mỗi một cuộc ghi hình có khoảng 500 đến 700 vé được phát ra miễn phí, nhưng chỉ có 300 người đến địa điểm ghi hình đầu tiên được quyền vào vòng phỏng vấn; mỗi người được phát một số báo danh tương ứng từ 001 đến 300, kèm theo tên của mình được ghi trên đó. Vé tham dự thường được phân phối qua trang web chính thức của Đài Truyền hình Việt Nam, gửi thư liên hệ với nhóm sản xuất chuong trình hoặc qua chương trình tặng vé trên Tạp chí Truyền hình của đài. Người tham gia chương trình được yêu cầu phải có độ tuổi từ 18 tuổi trở lên, và phải tự chi trả mọi chi phí đi lại, ăn ở đến địa điểm ghi hình; những người là người thân của thành viên ê-kíp sản xuất chương trình bị từ chối quyền tham dự.
Những người nhận được số báo danh sau đó được sắp xếp thành hai hàng, tương ứng với hai bàn phỏng vấn, nơi họ phải thể hiện khả năng của bân thân và tạo ấn tượng trước nhóm sản xuất chương trình trong thời gian dưới 30 giây. Người tham gia thường được phỏng vấn một số câu hỏi đáp nhanh về cá nhân, hoặc có thể tự do thể hiện tính cách, tài lẻ hoặc năng lực của họ. Toàn bộ quá trình phỏng vấn diễn ra trong khoảng 90 phút trước giờ ghi hình. Sau đó, chương trình sẽ rút lại một danh sách cuối cùng gồm bảy người chơi được chọn để tham gia các phần thi chính thức, cùng với những suất dự phòng trong trường hợp người chơi chính được lựa chọn nhưng vắng mặt khỏi trường quay.
Ban đầu, người chơi của Hãy chọn giá đúng đều là những người bình thường, về sau chương trình dần có sự xuất hiện của những người nổi tiếng tham gia với vai trò khách mời. Vào những dịp đặc biệt, chẳng hạn như dịp sinh nhật của chính Hãy chọn giá đúng, cả bảy người chơi tham dự vòng đoán giá đều là những nghệ sĩ được chương trình mời đến. Năm 2020, khi chương trình phải tổ chức ghi hình trong điều kiện không có khán giả do ảnh hưởng của đại dịch COVID-19, bảy người chơi chính được mời thẳng vào các phần đoán giá.
Từ năm 2009 đến năm 2011, mỗi chương trình Hãy chọn giá đúng được bổ sung một phần chơi dành riêng cho khán giả tại nhà, trong đó người tham gia dự đoán các sản phẩm được giới thiệu trong chương trình thông qua tin nhắn điện thoại. 30 khán giả nhanh nhất mỗi tuần có dự đoán đúng hoặc thấp hơn gần nhất với giá của sản phẩm sẽ được lựa chọn – tổng cộng 360 người trong vòng 12 tuần – để tham dự một chương trình đặc biệt trong mỗi ba tháng và có cơ hội trở thành một trong bảy người chơi chính của chương trình đặc biệt này. Các chương trình đặc biệt thường trao giải thưởng lớn là một chiếc xe ô tô cho người chơi thắng cuộc trong phần thi "Chơi golf".

### Sân khấu và đạo cụ
Tại thời điểm mới lên sóng, Hãy chọn giá đúng được xem là chương trình có sân khấu đồ sộ và phức tạp nhất trong tất cả các trò chơi truyền hình; riêng mỗi trò chơi nhỏ đã cần đến một bộ dụng cụ riêng biệt. Quá trình dựng sân khấu và chuẩn bị dụng cụ diễn ra trong vòng hai ngày trước ngày ghi hình với một nhóm làm việc khoảng 11 người; những sân khấu đầu tiên mất tới hai tháng để hoàn thiện, và phải trải qua một lần thay đổi trước khi được chuyên gia nước ngoài phê duyệt để sử dụng chính thức. Khi chương trình di chuyển trường quay sang các địa điểm mới, sân khấu hầu như phải được làm mới lại từ đầu do việc chuyên chở toàn bộ sân khấu và đạo cụ trở nên tốn kém về mặt chi phí.
Phần đạo cụ cho các trò chơi cũng được thiết kế để đảm bảo tính thẩm mỹ, tính chính xác và độ bền ổn định cho việc sử dụng lâu dài. Nhóm phụ trách sân khấu của chương trình luôn phải túc trực để đưa các dụng cụ phục vụ trò chơi ra ngoài sân khấu và vận hành chúng trong quá trình ghi hình, đồng thời bảo dưỡng và sửa chữa những hỏng hóc của các dụng cụ này sau khi buổi ghi hình kết thúc. Thời gian để di chuyển các đạo cụ giữa các trò chơi diễn ra trong vòng hai đến ba phút; ngay trong lần thử nghiệm chương trình đầu tiên, công việc đã được hoàn thành chỉ trong năm phút mặc dù chương trình gốc yêu cầu từ 5 đến 10 phút.
Qua nhiều năm, phần thiết kế và trang trí sân khấu của Hãy chọn giá đúng được đổi mới nhiều lần nhằm giữ sự tươi mới và giữ chân khán giả theo dõi. Màn hình LED bắt đầu được bổ sung vào trường quay từ khi chương trình thay đổi bộ nhận diện mới vào năm 2018.

### Sản phẩm
Tất cả các sản phẩm cùng với giá niêm yết trong chương trình được chính các nhà sản xuất cung cấp, chúng đều được cập nhật vào nội dung và luật chơi của từng trò chơi cho từng số cụ thể. Tổng đạo diễn là người duy nhất duyệt các thông tin này trước khi giao lại cho trợ lý giá sản phẩm và trợ lý âm thanh, những người có nhiệm vụ bảo mật các thông tin sản phẩm đã nhận và chịu trách nhiệm về vấn đề này trước tổng đạo diễn. Trước mỗi trò choi, các sản phẩm luôn được đặt tại những vị trí quy định theo kịch bản sẵn có sao cho số lượng, thể loại của các sản phẩm này được phân bố một cách thuận lợi và phù hợp nhất, thậm chí có thể được thay đổi trong những trường hợp bất thường.
Việc bảo quản và lưu trữ kho sản phẩm của chương trình được giao cho công ty BHD quản lý dưới sự giám sát của VTV; công ty này cũng chịu trách nhiệm kêu gọi doanh nghiệp tham gia giới thiệu sản phẩm trong chương trình.

### Hình hiệu
Hình hiệu mở đầu của Hãy chọn giá đúng bao gồm hình ảnh trực tiếp của các khán giả tại trường quay – thay đổi theo từng số – và phản ứng của họ khi được chọn làm người chơi chính, cùng với lời dẫn được đọc và ghi lại trực tiếp. Ban đầu, hình hiệu được sản xuất không thông qua đồ họa vi tính; chỉ gồm một khoản tiền nhỏ đủ để mua bộ đèn nhấp nháy giăng quanh một tấm bìa giấy, cộng với cảnh khán giả được chèn vào giữa khuôn hình nhưng được đánh giá là "không thua kém nước ngoài". Hình hiệu này đã được thay đổi với nhiều phiên bản khác nhau trong những năm sau đó, nhưng vẫn kế thừa hình ảnh trung tâm là các khán giả đến với chương trình. 

## Nhân sự

### Người dẫn chương trình
Người dẫn chương trình đầu tiên của Hãy chọn giá đúng là nhà báo Lại Văn Sâm, người giữ chức Trưởng Ban biên tập Thể thao – Giải trí và Thông tin kinh tế của Đài Truyền hình Việt Nam tại thời điểm năm 2004. Ông đã được ê-kíp chương trình nhắm đến vì có phong cách dẫn giống với người đồng nghiệp Bob Barker trong phiên bản gốc của đài CBS, nhưng ông ban đầu đã từ chối nhận vai trò này với lý do quá bận với công việc. Khi chương trình được dự kiến lên sóng vào thời điểm ban đầu tháng 3 năm 2004, nghệ sĩ hài Quang Thắng đã được sắp xếp để trở thành người dẫn dắt của Hãy chọn giá đúng; ngoài ra còn có những ứng cử viên tiềm năng khác bao gồm nghệ sĩ Chí Trung và một vài gương mặt ở VTV3. Tuy nhiên, do nhận thấy những người được đề cử chưa đáp ứng được yêu cầu, nhóm sản xuất đã cố gắng thuyết phục nhà báo Lại Văn Sâm để nhận lời dẫn dắt chương trình này; ông sau đó đã xuất hiện trong vai trò MC của Hãy chọn giá đúng từ những số đầu tiên vào tháng 6 năm 2004, và làm dẫn chương trình trong vòng nửa năm.
Ngày 25 tháng 12 năm 2004, Hãy chọn giá đúng đã thực hiện cuộc chuyển giao đầu tiên ở vị trí dẫn chương trình, với việc Lại Văn Sâm giao lại trọng trách điều khiển chương trình cho nhà báo Lưu Minh Vũ. Anh là người có thời gian dài nhất gắn bó với chương trình, trong các số từ cuối năm 2004 đến ngày 27 tháng 5 năm 2012. Sau đó vào ngày 3 tháng 6 năm 2012, Trần Hồng Ngọc tiếp quản vị trí mà Lưu Minh Vũ để lại và trở thành người dẫn chương trình thứ ba của Hãy chọn giá đúng. Trong chương trình đặc biệt kỷ niệm 10 năm của Hãy chọn giá đúng và 18 năm ngày thành lập kênh VTV3 phát sóng vào ngày 30 tháng 3 năm 2014, ba thế hệ người dẫn chương trình của Hãy chọn giá đúng đã cùng nhau xuất hiện trên sân khấu; trong đó Lại Văn Sâm trở lại làm người dẫn chính ở chương trình đặc biệt này và Minh Vũ cùng Trần Ngọc đóng vai trò người mẫu giới thiệu các sản phẩm.
Vào ngày 5 tháng 5 năm 2018, Dương Hồng Phúc – nam MC đến từ miền Nam – được công bố là người dẫn chương trình mới của Hãy chọn giá đúng, thay thế cho biên tập viên Trần Ngọc. Lưu Minh Vũ đã quay trở lại với chương trình trong vai trò phụ dẫn cho Hồng Phúc cùng với biệt danh mới Vũ "thu ngân", xuất hiện ở vị trí bên cạnh bốn người chơi và cũng là người đọc thông tin về các sản phẩm. Trong một số thời điểm, anh còn kiêm nhiệm cả vai trò dẫn chính khi Hồng Phúc tạm thời vắng mặt vì lý do công việc.
Từ ngày 14 tháng 12 năm 2019, vị trí dẫn chương trình một lần nữa được thay đổi với sự xuất hiện của bộ đôi Phan Tuấn Tú (trong vai Văn Két) và Nguyễn Hoàng Linh (trong vai Thị Sắt), đánh dấu lần đầu tiên Hãy chọn giá đúng có hai người cùng dẫn đôi và sự xuất hiện đầu tiên của một người dẫn nữ trong chương trình; đây cũng là sự ra mắt trở lại của Tuấn Tú trong vai trò người dẫn dắt của một chương trình game show kể từ sau khi kết thúc nhiệm vụ tại Chiếc nón kỳ diệu. Trong các số từ ngày 27 tháng 6 đến ngày 26 tháng 12 năm 2020, một nghệ sĩ khách mời được bổ sung vào mỗi chương trình với vai trò tư vấn và đồng hành cùng những người chơi. Vào ngày 5 tháng 9 năm 2020 – số phát sóng nhân dịp kỷ niệm 50 năm ngày thành lập của VTV, cựu người dẫn của Hãy chọn giá đúng Trần Ngọc đã xuất hiện trở lại với tư cách người chơi.

### Người mẫu
Mỗi số phát sóng thường có ba người mẫu xuất hiện trong vai trò giới thiệu và minh họa cho các sản phẩm được công bố trong chương trình, và được thay đổi luân phiên sau mỗi tuần. Theo một thống kê từ đon vị sản xuất vào năm 2010, đã có 31 người mẫu tham gia diễn xuất trong Hãy chọn giá đúng; một vài người mẫu của chương trình về sau đã trở nên nổi tiếng trong lĩnh vực của họ. Những người từng đóng vai trò người mẫu của Hãy chọn giá đúng gồm có:
| - Mai Thu Hường (Maya) - Thuý Hằng - Thanh Huyền - Vũ Ngọc Diệp | - Hứa Tú Linh - Hoàng Mỹ Linh - Cẩm Nhung - Thái Hà |

### Đội ngũ sản xuất
Ê-kíp sản xuất của Hãy chọn giá đúng bao gồm khoảng 60 người (thời kỳ đầu cần đến hơn 70 người) do Nguyễn Đức Hòa làm tổng đạo diễn chương trình; về sau chương trình được giao lại cho đạo diễn Lại Bắc Hải Đăng phụ trách.
Bên cạnh đó, một người trong nhóm sản xuất cũng đảm nhận việc dẫn dắt bằng lời xướng mở đầu mỗi chương trình và đọc thông tin giới thiệu các sản phẩm. Những người từng tham gia trong vai trò giới thiệu gồm có Trần Quang Minh, Lưu Minh Vũ, Trần Hồng Ngọc và Nguyễn Hoàng Anh. Trong phiên bản mới vào năm 2019, hai người dẫn chương trình Tuấn Tú và Hoàng Linh luân phiên thực hiện các vai trò dẫn dắt và đọc thông tin về sản phẩm.  

## Phát sóng
Tất cả các số ghi hình của Hãy chọn giá đúng đều được phát sóng trên kênh VTV3 của Đài Truyền hình Việt Nam, với một số khung giờ phát lại trong tuần. Số đầu tiên của chương trình được dự kiến lên sóng vào cuối tháng 3 năm 2004, nhưng sau đó đã phải hoãn lại và lên sóng chính thức vào lúc 11:00 trưa ngày 12 tháng 6 năm 2004. Các số phát sóng tiếp theo được lên lịch vào lúc 10:00 sáng thứ bảy hàng tuần, hoán đổi khung giờ với chương trình Gặp nhau cuối tuần vốn được phát sóng trong khung giờ này.
Đầu năm 2005, khi kênh VTV3 bắt đầu xây dựng khung giờ buổi tối dành riêng cho các chương trình trò chơi truyền hình, Hãy chọn giá đúng cũng được  chuyển sang phát sóng vào lúc 20:00 các ngày thứ tư trong tuần. Vào ngày 26 tháng 2 năm 2012, chương trình được chuyển sang khung giờ trưa vào lúc 12:00 chủ nhật, và sau đó tiếp tục thay đổi sang 13:00 thứ bảy từ ngày 16 tháng 4 năm 2016. Trong khoảng thời gian từ ngày 2 tháng 7 đến ngày 26 tháng 11 năm 2016, Hãy chọn giá đúng tạm thời ngừng phát sóng với lý do điều chỉnh và sắp xếp lại khung phát sóng từ phía lãnh đạo Đài Truyền hình Việt Nam; chương trình này đã được thay thế bằng chương trình Bàn thắng vàng phát sóng trong cùng khung giờ, và sau đó được lên sóng trở lại từ ngày 3 tháng 12 cùng năm.
Trong một số thời điểm, chương trình Hãy chọn giá đúng đã phải tạm hoãn lên sóng trong vòng một tuần khi phải dành thời gian cho các chương trình truyền hình trực tiếp của VTV hoặc trùng với các sự kiện đặc biệt khác. Năm 2006, hai số lần lượt vào ngày 14 tháng 6 và ngày 26 tháng 7 đã không được lên sóng do trùng với thời điểm diễn ra World Cup 2006 và VTV Cup 2006. Vào năm 2008, chương trình đã không phát sóng một số vào ngày 31 tháng 12 khi trùng với sự kiện trực tiếp đại nhạc hội "Nối vòng tay lớn". Trong các ngày 6 tháng 2 năm 2008 và 2 tháng 2 năm 2011, Hãy chọn giá đúng cũng không lên sóng để dành thời lượng cho các chương trình đặc biệt đón giao thừa Âm lịch của VTV. Vào ngày 13 tháng 10 năm 2013, một số phát sóng của Hãy chọn giá đúng đã được dời lại sang tuần kế tiếp do trùng vào dịp Quốc tang Đại tướng Võ Nguyên Giáp; các số phát sóng vào ngày 6 tháng 10 năm 2018, 4 tháng 5 năm 2019 và 15 tháng 8 năm 2020 cũng đã được hoãn lại vì những lý do tương tự.
Sau số phát sóng vào ngày 26 tháng 12 năm 2020, trang Facebook của chương trình đã đưa ra thông báo chính thức rằng đây cũng là số phát sóng cuối cùng của Hãy chọn giá đúng, qua đó chính thức khép lại chương trình này sau gần 17 năm phát sóng. Khung giờ cuối cùng của chương trình được thay thế bằng chương trình mới Trạng nguyên nhí từ ngày 2 tháng 1 năm 2021.

## Sự cố nổi bật

### Lộ giá sản phẩm
Trong buổi ghi hình cho số phát sóng vào dịp Tết Nguyên Đán 2016 (phát sóng vào ngày 7 tháng 2 năm 2016), người dẫn chương trình Trần Ngọc đã vô tình tiết lộ giá gốc của một sản phẩm gạo sau khi sản phẩm này được công bố cho bốn người chơi đoán giá ("Hạt Ngọc Trời, năm cân một trăm hai", tức 120 nghìn đồng). Ngay sau khi nhận ra sai lầm, Trần Ngọc đã nhanh chóng gửi lời xin lỗi tới khán giả và các người chơi, đồng thời sản phẩm nói trên đã được thay thế bằng một sản phẩm khác. Chi tiết này không được phát sóng trên truyền hình sau đó.